# Trefløjet gård (Angel)
Den trefløjede gård (også Angelgård, på tysk Dreiseithof) er en gårdtype i det østlige Angel omkring Kappel i Sydslesvig, der opstod i løbet af 1800-tallet med inspiration fra holstensk, men også fra rigsdansk herregårdsarkitektur. Grundet godsejernes og storbøndernes stigende velstand især efter landboreformerne udviklede sig denne mere repræsentativ bygningsform i den østlige del af Angel og fortrængte her den ældre slesvigske gård.
Gårdbygningen er konstrueret som trefløjet, grundmuret anlæg med en klar deling mellem beboelseshus og økonomibygninger. Hovedbygningen ligger efter forbillede fra herregårdene centralt for enden af gårdspladsen på en relativ høj sokkel med muret trappe og en bred kvist midtpå, den blev flankeret af stalden til den ene og laden til den anden side. Den nye byggeskik i det østlige Angel opstod parallelt med skiftet i boligkultur, klædedragt og ikke mindst sproget (fra dansk / angeldansk til tysk / nedertysk i løbet af 1900-tallet) og markerede en ny urban præget kultur blandt de mere velhavende angelbønder. Senere bredte de trefløjede gårde sig også til Als og Sundeved.